# Chen Sanli
Chen Sanli (chinois simplifié : 陈三立 ; chinois traditionnel : 陳三立 ; pinyin : chén sānlì), né le 23 octobre 1853 sur le Xian de Xiushui dans la province du Jiangxi, en Chine de la Dynastie Qing et décédé le 14 septembre 1937, est un poète hakka chinois, issu de la noblesse.
En Chine, il est aujourd'hui rassemblé avec Tan Yankai (谭延闿, tán yánkǎi), et Tan Sitong (chinois : 谭嗣同 ; pinyin : tán sìtóng), sous l’appellation des « Trois princes de Hubei-Hunan » (湖湘三公子, hú-xiāng sān gōngzǐ), et avec Tan Sitong, Ding Huikang (丁惠康, dīng huìkāng) et Wu Baochu (吴保初, wú bǎochū), les « Quatre princes de la réforme » (维新四公子, wéixīn sì gōngzǐ).